# Iglesia de Santa Ana (Jerusalén)

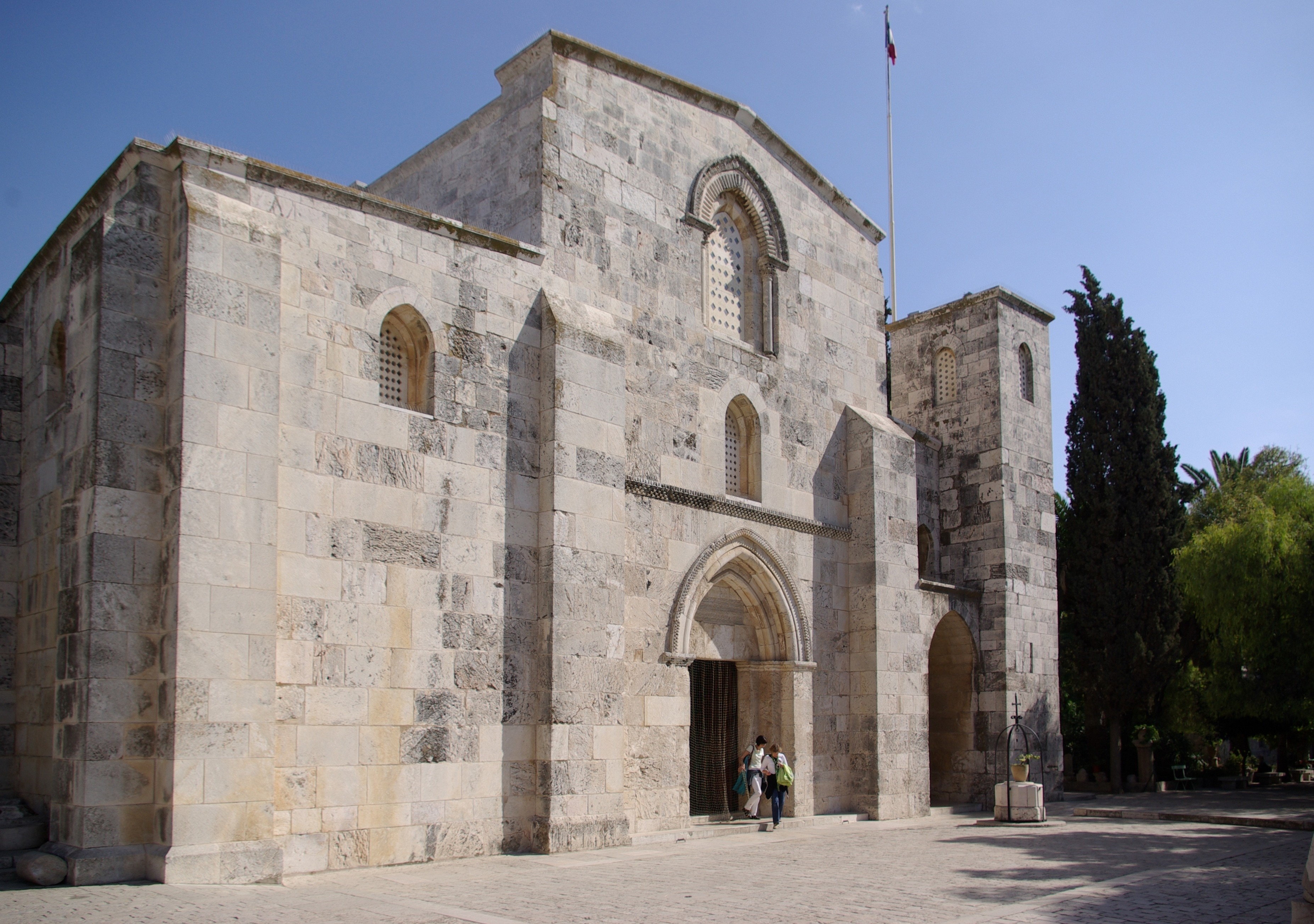
Fachada de la iglesia de Santa Ana.

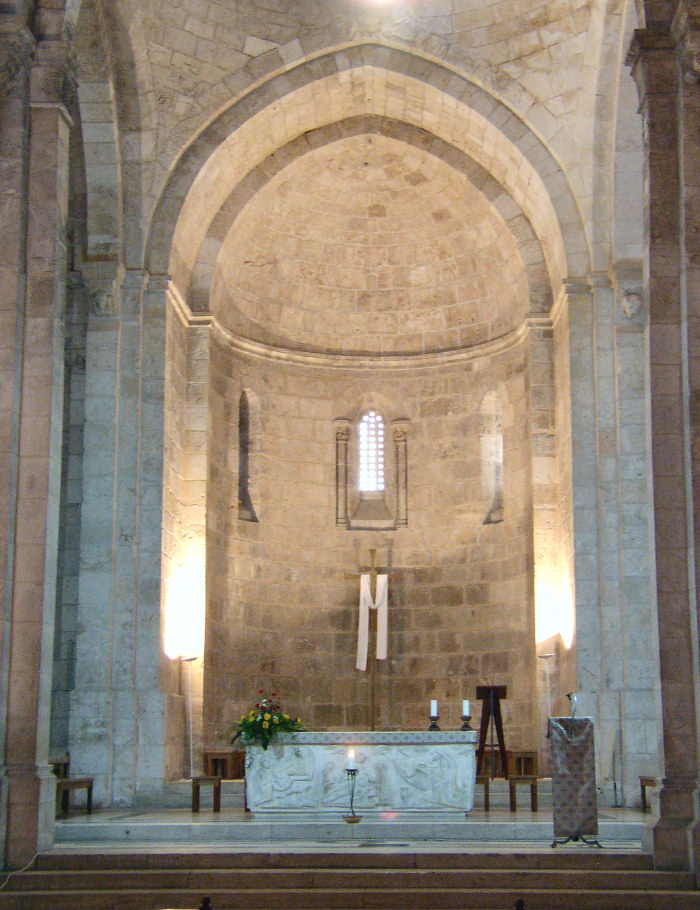
Interior de la iglesia: Ábside central con el altar mayor.

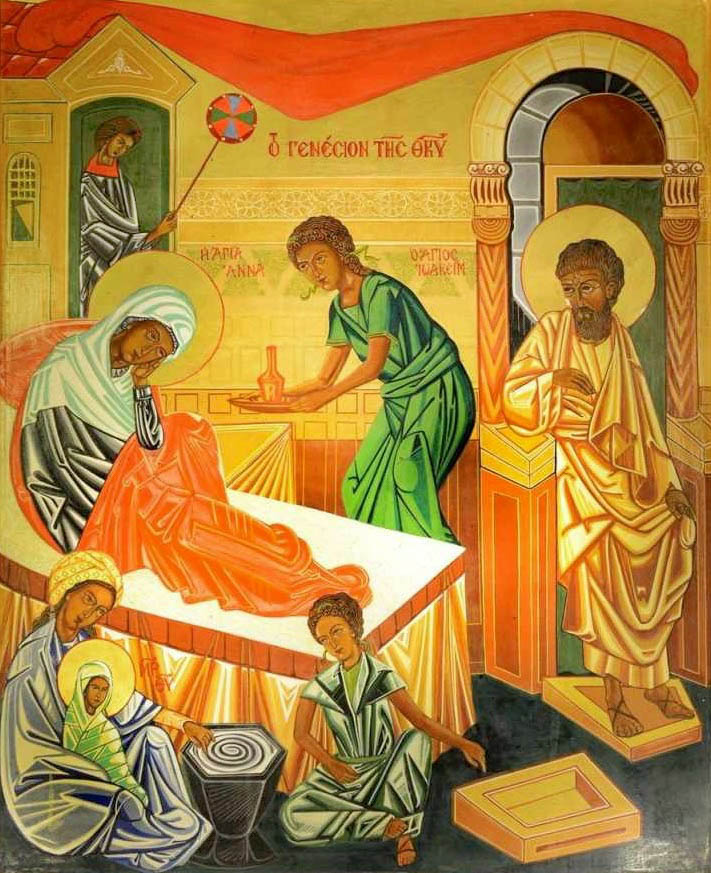
Icono de la Natividad de la Virgen en la cripta.

La iglesia de Santa Ana (francés: Église Sainte-Anne, latín: Ecclesia S. Anna, árabe: كنيسة القديسة حنة, hebreo: כנסיית סנטה אנה) es una iglesia católica situada en el Barrio Musulmán de la Ciudad Vieja de Jerusalén, de facto en territorio de Israel. La iglesia se encuentra en los alrededores del Estanque de Betesda, cerca de la puerta de los Leones. 
Actualmente pertenece al grupo de Territorios franceses de Jerusalén y por lo tanto, administrada por el gobierno francés a través del llamado Dominio nacional francés en Tierra Santa.

## Historia

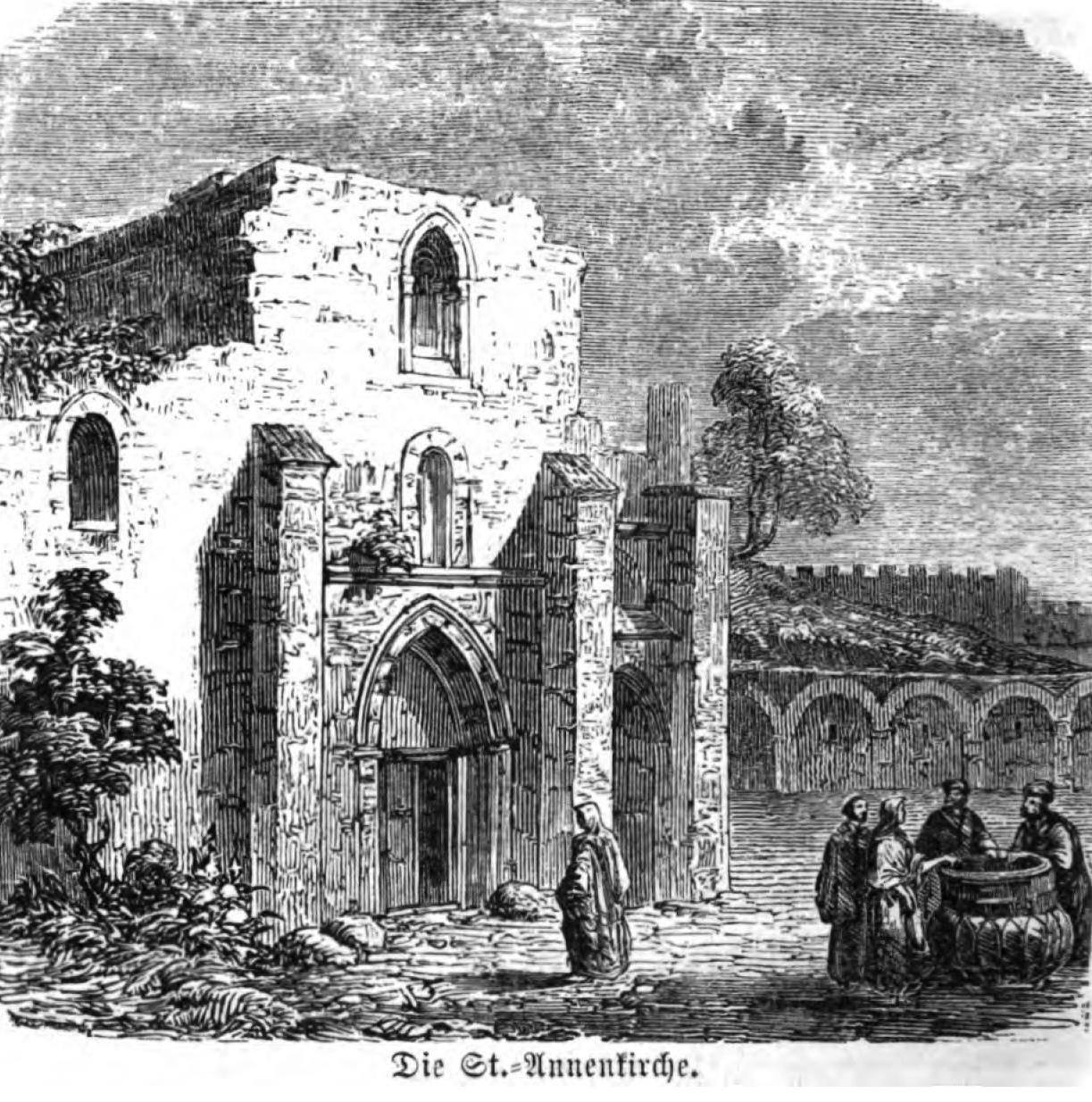
La iglesia en 1862, Philipp Wolff.

En época romana, junto a los dos estanques de Betesda, se erigió un santuario pagano dedicado al dios de la curación (una mezcla sincrética entre el dios egipcio Serapis y el dios griego Asclepio).
En el siglo V, en tiempos de la emperatriz Eudocia, se construyó una basílica bizantina en dedicación a la Virgen María sobre los restos del santuario. Parcialmente destruida por los persas en 614, fue posteriormente restaurada. Balduino I, el primer monarca cruzado que usó el título de rey de Jerusalén, desterró a su esposa Arda al antiguo convento benedictino que aún existía aquí en 1104. Entonces se erigió una pequeña iglesia cruzada, denominada Moustier, sobre el muro que separaba los estanques norte y sur de Betesda, entre las ruinas de la iglesia bizantina. Al poco tiempo, fue destruida de nuevo en 1009 por Al-Hákim.
La actual iglesia de Santa Ana se construyó en estilo románico entre 1131 y 1138, durante el reinado de la reina Melisenda. Se erigió cerca de los restos de la basílica bizantina, con su cripta sobre el emplazamiento de una gruta que los cruzados consideraban la casa de la infancia de la Virgen María, madre de Jesús. Está dedicada a Ana y Joaquín, los padres de María, que según la tradición vivieron aquí.
Cuando los cruzados fueron expulsados de Jerusalén, dejaron alrededor de 30 iglesias cristianas en la ciudad. A diferencia de muchas otras iglesias de los cruzados, la de Santa Ana no fue destruida tras la conquista de Jerusalén en 1187 por Saladino, aunque en 1192, convirtió el edificio en una madrasa (institución educativa islámica), conocida como al-Madrasa as-Salahiyya ("de Saladino"), como aún se puede leer en la inscripción árabe que hay sobre la entrada. En el siglo XV se la consideraba la escuela de ley islámica más prestigiosa de la ciudad, contando entre sus alumnos más destacados al jurista islámico e historiador de la ciudad, Muyir al-Din (1456-1522).
Durante el dominio musulmán otomano en Palestina, los peregrinos cristianos sólo podían entrar en la gruta previo pago de una tasa. Con el tiempo, la madrasa fue abandonada y el edificio de la antigua iglesia quedó en ruinas. En 1856, en agradecimiento al apoyo francés durante la guerra de Crimea, el sultán otomano Abdülmecid I se la regaló a Napoleón III. La iglesia recuperó así su uso original como conmemorativa del nacimiento de la Virgen María y también sobre la curación del paralítico.
En 1862, el gobierno francés envió a Jerusalén al arquitecto Christophe-Edouard Mauss para hacerse cargo de su restauración. En 1873, mientras trabajaba en las reformas, Mauss descubrió los vestigios del estanque de Betesda junto a la iglesia, citado en la Biblia como el lugar donde Cristo curó a un paralítico.
El estado francés cedió la iglesia en 1877 a Charles Martial Lavigerie y a sus Misioneros de África, una orden religiosa católica, comúnmente llamada de los "Padres Blancos" por el color de sus túnicas. Entre 1882 y 1946, el lugar albergó un seminario para la formación de sacerdotes de las iglesias greco-católicas. A partir de 1967, después de la guerra de los Seis Días, el seminario fue trasladado al Líbano.
Además de acoger a peregrinos cristianos, el recinto de la iglesia de Santa Ana alberga la ONG Programa Ecuménico de Acompañamiento en Palestina e Israel, que elabora informes escritos sobre el comportamiento de israelíes y palestinos en los puestos de control.

## Diseño y construcción
Construida entre 1131 y 1138 para sustituir a una iglesia bizantina anterior, y poco después ampliada en varios metros, la iglesia es un excelente ejemplo de arquitectura románica. La basílica, de tres naves, incorpora techos con bóvedas de crucería y pilares , líneas claras y limpias y un interior algo desornamentado. La nave central está separada de las naves laterales inferiores por arcadas. El altar mayor, diseñado por el escultor francés Philippe Kaeppelin, incorpora diversas escenas. En la parte frontal del altar se representan la Natividad (izquierda), el Descendimiento de la Cruz (centro) y la Anunciación (derecha); en el extremo izquierdo está la enseñanza de María por su madre y en el extremo derecho su presentación en el Templo. En la nave sur hay una escalinata que conduce a la cripta, en una gruta venerada como el lugar de nacimiento de María. Allí se encuentra un altar dedicado a María. La basílica bizantina se extendía en parte sobre dos depósitos de agua, conocidos colectivamente como las estanques o piscinas de Betesda, y estaba construida sobre una serie de pilares, uno de los cuales sigue en pie actualmente.

## Acústica
La acústica de la iglesia es especialmente adecuada para el canto gregoriano, lo que la convierte en un lugar de peregrinación de solistas y coros.

## Propiedad
La iglesia está catalogada como una de las cuatro propiedades del gobierno francés en Tierra Santa como parte del "Dominio nacional francés en Tierra Santa". De acuerdo con el derecho internacional, que considera Jerusalén Este como territorio ocupado, Francia no reconoce la soberanía israelí sobre Jerusalén Este, donde se encuentra la Iglesia de Santa Ana. En 1996, durante la visita de Jacques Chirac a Jerusalén, el presidente francés se negó a entrar en la iglesia hasta que salieran los soldados israelíes que le acompañaban. Del mismo modo, en enero de 2020, el presidente francés Emmanuel Macron se vio envuelto en un altercado con agentes de seguridad israelíes en la iglesia.